# George Lakoff
George P. Lakoff (Bayonne, New Jersey, 1941. május 24. –) amerikai kognitív nyelvész és a nyelvészet professzora a Kaliforniai Egyetemen, Berkeleyben, ahol 1972 óta oktat. Habár néhány kutatása hagyományos nyelvészeti kérdésekkel is foglalkozik - mint például bizonyos lingvisztikai szerkezetek nyelvtani értelmezhetőségének feltételei – ismertségét inkább az emberi gondolkodás, a politikai viselkedés és a társadalom metafora-központúságával kapcsolatos elképzeléseinek köszönheti. Különösen híressé vált az általa alkotott „megtestesült tudat” fogalom, amelyről a matematikához kapcsolódóan írt. Az utóbbi években elméleteit a politika területére is vonatkoztatta, amely témakört könyveiben is kutatja. Ő volt a ma már nem működő Rockridge Institute progresszív kutatási műhelyének az alapítója is.

## A metafora újraértékelése
Lakoff munkássága már diákként majd később tanárként is a Noam Chomsky (Massachusetts Institute of Technology) által kifejlesztett transzformációs generatív nyelvtan-elmélet jegyében kezdődött el, azonban az 1960-as évek második felétől másokkal karöltve a generatív jelentéstanra kezdte helyezni a hangsúlyt alternatívaként Chomsky generatív szintaxisára.
„Akkoriban megkíséreltem egyesíteni Chomsky transzformációs nyelvtanát a formális logikával. Korábban részt vettem Chomsky nyelvtan-elméletének kezdeti kutatásaiban. Noam akkor azt állította – és ha jól tudom, még a mai napig is ragaszkodik hozzá - , hogy a szintaxis független a jelentéstől, a kontextustól, a háttérismeretektől, a memóriától, a kognitív feldolgozástól, a kommunikációs szándéktól, és egyáltalán minden testi vonatkozástól… Miközben elméletének részletein dolgoztam e korai szakaszban, nem kevés olyan esettel találtam magam szemben, amelyekben a jelentéstan, a kontextus és más tényezők befolyásolták a mondattani szerkezetek és morfémák előfordulását. 1963-ban álltam elő először az alternatív elmélettel, és a hatvanas években tovább fejlesztettem olyan kiváló kollégákkal együttműködve, mint Haj Ross és Jim McCawley.”
Lakoff állítását, miszerint Chomsky szerint a mondattan és a jelentéstan egymástól függetlenek Chomsky visszautasította, és olyan példákat hozott fel saját munkáiból, amelyekben a mondattan és a jelentéstan közötti viszonyról beszél. Chomsky még ennél is tovább ment, és azt állította, hogy Lakoff „láthatólag nem érti a szöveget, amit kritizál” (mármint Chomsky munkáját). Lakoff és Chomsky nézeteltérései heves, elmérgesedő vitákhoz vezettek a nyelvésztársadalomban, amely időszak úgy híresült el, mint a „nyelvészeti háborúk” kora.
Lakoff alapelméletét a fogalmi metaforáról a Mark Johnson-nal közösen jegyzett Metaphors we live by (Metaforák, melyekkel együtt élünk) című könyvében fektette le 1980-ban.
A nyugati tudomány hagyományosan pusztán nyelvészeti szerkezetként tekintett a metaforára. Lakoff munkájának a lényegi újdonsága az az állítás volt, hogy a metaforák elsősorban fogalmi szerkezetek, amelyek alapvető fontosságúak a gondolkodás fejlődésében. „Hétköznapi fogalomrendszerünk, ami alapján gondolkodunk és cselekszünk is, a természetben alapvetően metaforikus jellegű.” A nem-metaforikus gondolat Lakoff szerint csak akkor lehetséges, ha a pusztán fizikai valóságról beszélünk. Minél magasabb az absztrakció szintje, annál több metaforikus rétegre van szükségünk a kifejezéshez, állítja Lakoff. Az emberek különféle okok miatt nem érzékelik ezeket a metaforákat. Az egyik ilyen az, hogy bizonyos metaforák „halottak”, azaz már nem tudjuk felfejteni az eredetüket. A másik ok pedig az, hogy egyszerűen „nem fogjuk fel, hogy mi történik”.
Például egy intellektuális vitában a háttérben húzódó metafora az, hogy a vita háború (később helyesbítve: a vita küzdelem):
- Megnyerte a vitát.
- Legyőzte az érveit.
- A kritikus megjegyzés célba talált.
- Ha ezt a stratégiát alkalmazod, le fog söpörni téged.

Lakoff számára a gondolkodás fejlődése az egyre jobb metaforák kifejlesztésének a folyamata. Az egyik fajta tudás kiterjesztése egy másik tudásterületre újabb dolgok érzékelését és megértését vonja magával.
Lakoff elméletét alkalmazza minden akadémiai tudományágra és sokféle társadalmi interakcióra is.

## A megtestesült tudat
Amikor Lakoff azt állítja, hogy a tudat „megtestesül”, úgy érvel, hogy szinte mindenfajta emberi kogníció, még a legelvontabb érvelés is, olyan konkrét, „földhözragadt” képességek függvénye, mint a szenzomotoros rendszer és az érzelmek. Ennek következtében a megtestesülés nem csak a tudat versus anyag dualizmusának elutasítása, hanem az olyan állításoknak is, amelyek szerint az emberi értelem lényegében megérthető a háttérben húzódó „unalmas részletek” tekintetbe vétele nélkül is.
Lakoff három, egymást kiegészítő, de egyértelműen önálló érvvel szolgál a megtestesülés mellett. Elsőként, felhasználva a neurológia és a neuronhálózat-szimulációk eredményeit, azt állítja, hogy bizonyos fogalmak, mint például a színek és a térbeli viszonyok (pl. „piros”, „fölött”) szinte teljes egészében megérthetőek az érzékelési folyamatok és a motoros kontroll vizsgálataiból.
Másodszor, a kognitív nyelvészet képletes beszédet vizsgáló elemzései alapján, azt állítja, hogy az az érveléstechnika, amit olyan elvont témáknál használunk, mint pl. a hadviselés, gazdaság, erkölcs valamiképpen abban az érvelésmódban gyökerezik, amit a legföldhözragadtabb témáknál is alkalmazunk, mint pl. a térbeli viszonyoknál.
Végül, kognitív pszichológiai kutatások, illetve nyelvészetfilozófiai tanulmányok alapján, arra a következtetésre jut, hogy nagyon kevés szimpla, fekete-fehér típusú ember által használt kategória létezik, amely „jól viselkedik” az analizálásnál a szükséges és a kielégítő feltételek vonatkozásában. Épp ellenkezőleg, a legtöbb kategória bonyolult és kaotikus, akárcsak a testünk.
„Neurális lények vagyunk”, szögezi le Lakoff, „Az agyunkba a testünk többi része táplálja az adatokat. Így aztán amilyen a testünk, és ahogy a világban funkcionál, az határozza meg a fogalmakat, amelyek rendelkezésünkre állnak a gondolkodáshoz. Nem vagyunk képesek akármire gondolni csak úgy – csakis arra, amit a megtestesült agyunk engedélyez.”
Sok tudós osztja azt a véleményt, hogy olyan szintű problémát jelentenek a hamisíthatóság és a „mi létezik” kérdésre válaszokat kereső alapontológiák, ami szükségessé tesz egy észszerűségen alapuló empirikus megerősítési eljárást. Lakoff ezt annak a magyarázatául használja fel, hogy miért nem hamisíthatóak közvetlenül az összetett metaforákból felépített hipotézisek. Nem hamisíthatóak, csak visszautasíthatóak empirikus megfigyelések olyan értelmezései alapján, amelyeket más összetett metaforák irányítanak. Erre gondol, amikor azt mondja a „The Embodied Mind”-ban ("A megtestesült tudat"), hogy már a hamisíthatóság maga sem megállapítható olyan észszerű módszerrel, ami nem teljes egészében az emberi elfogultságon alapulna. Ez az elfogultság arra a fogalmi metaforasorozatra utal, ami azt a módot irányítja, ahogy az emberek értelmezik a megfigyeléseiket.
Lakoff, Mark Johnson-nal és Rafael E. Nunez-zel egyetemben, a megtestesült elme tézis egyik élharcosa. A témát érintette 2001-es Gifford Lectures-ében is a Glasgow-i Egyetemen „The Nature and Limits of Human Understanding” ("Az emberi megismerés természete és határai") címen. További szerzők, akik írtak a megtestesült tudatról: Andy Clark, Humberto Maturana és Francisco Valera filozófus-neurobiológusok, valamint tanítványuk Evan Thompson, Rodney Brooks, Rolf Pfeifer és Tom Ziemke robotkutatók, David Bohm, fizikus, Ray Gibbs, John Grinder és Richard Bandler neurolingvisztikai programjukban, valamint Julian Jaynes. Ezen írók munkái mind visszavezethetőek korábbi filozófiai munkákra, legfőképpen a fenomenológiai iskolára, olyan szerzőkre, mint Maurice Merleau-Ponty és Heidegger. A „megtestesült tudat” alaptézise nyomon követhető az amerikai kontextualista vagy pragmatista hagyományban is, olyan szerzőknél, mint John Dewey.

### Matematika
Lakoff szerint még a matematika is viszonylagos az emberi faj és kultúrái fényében, tehát „bármilyen olyan felvetés, miszerint a matematika a tárgyi valóságban gyökerezik nagyon vitatható, hiszen nem áll módunkban sem bizonyítani, sem cáfolni ezt.” Ezáltal azt mondja, hogy a megtestesült tudatunkból nyert gondolatstruktúrákon kívül az égvilágon semmi nincsen, amit fel tudnánk használni annak a bizonyítására, hogy a matematika valamiképpen a biológia felett áll. Lakoff és Rafael E. Nunez (2000) hosszasan érvelnek amellett, hogy a matematikai és filozófiai elgondolások legjobban a megtestesült tudat fényében érthetőek meg. Ezért a matematikafilozófiának az emberi test tudományos megismerésére, mint alapontológiára kellene fókuszálnia, és el kellene vetnie az olyan önhivatkozó próbálkozásait, amelyekben a matematika működési komponenseit bármi másban alapozza meg mint a „hús”-ban.
A matematikus bírálók nagyrészt azzal kritizálták Lakoffot és Nunezt, hogy matematikai hibákat vét. (Lakoff állítása szerint ezeket a hibákat kijavították a későbbi kiadásokban.) A könyv még sok reakciót fog kiváltani a matematikafilozófusokból, noha olyan olvasata is van, mintha erősen meg akarná határozni ennek a filozófiának az irányát.
Lakoff agnosztikus hozzáállást javasol azzal kapcsolatban, hogy a matematika magyarázható-e magának a világmindenségnek a természetével. 2001 elején a következőképpen fogalmazott az American Association for the Advancement of Science (AAAS)-nek: „A matematika talán létezik ’odaát’ az univerzumban, talán nem, mindenesetre nincs rá mód, hogy ezt tudományos alapon eldöntsük.” Ez azért van, mert a tudományos ismeretek rendszere nem „odaát” létezik, hanem a mi agyunkban, és az anatómia szabályain alapszik. Ezért aztán nem vagyunk képesek „megmondani”, hogy a matematika létezik-e „odaát” anélkül, hogy ne a biológiánkban gyökerező fogalmi metaforákból indulnánk ki. Ez a kijelentés zavarja azokat, akik azt gondolják, hogy a kérdést el lehet dönteni. Ennek a kijelentésnek a hamisíthatósága talán az igazi fő problémája a kognitív matematika tudományának, annak a területnek, amely megkísérel alapontológiát felállítani az emberi kognitív és tudományos folyamatra alapozva.

## Szerep és jelentőség a politika területén
Amikor Lakoff a kognitív nyelvészetet a politikára, az irodalomra, a filozófiára és a matematikára is alkalmazta, olyan területre lépett, amit általában a politika tudományához tartozónak gondolunk.
Lakoff egyaránt nyilvánosságra hozta elképzelését a fogalmi struktúrákról, amelyeket kulcsfontosságúnak vél a politikai folyamatok megértéséhez, valamint némely politikai nézetét. Az utóbbit, szinte mindig az előbbi fényében tárgyalja.
A „Moral Politics” ("Erkölcs és Politika") (1996)-ben könyv hosszúságú leírást ad azokról a fogalmi metaforákról, amelyeket az amerikai „konzervatívok” és „liberálisok” gondolkodásában lát. A munka a kognitív tudomány és a politikai elemzés keveréke. Lakoff igyekszik visszatartani személyes nézeteit a könyv utolsó harmadáig, amelyben nyíltan érvel a liberális vízió felsőbbsége mellett.
Lakoff szerint a különbségek a liberálisok és a konzervatívok nézetei között abból adódnak, hogy különböző intenzitással viszonyulnak két egymástól különböző olyan metaforához, amelyek az állam és az állampolgár viszonyáról szólnak. Mindkét nézet a család metaforáján keresztül nézi a kormányzást. A konzervatívok sokkal inkább vonzódnak ahhoz a modellhez, amit ő „szigorú apa modell”-nek nevez. Ebben a család egy erős, domináns „apa” (kormány) köré épül, és azt feltételezi, hogy a „gyerekeket” (állampolgárok) meg kell fegyelmezni, hogy felelősségteljes „felnőttekké” (erkölcsösség, önellátás) váljanak. Azonban amint a gyermekek felnőtté váltak, az apa már nem avatkozhat bele az életükbe, azaz a kormány hagyja békén azon tagjait a társadalomnak, akik már bizonyították felelősségtudatukat. Ezzel szemben Lakoff szerint a liberálisok jobban bíznak abban a családmodellben, amit „gondoskodó szülő modell”-nek hív, amely a „gondoskodási értékrenden” alapszik, és amelyben az „anyák” és „apák” arra törekednek, hogy az eredendően jó „gyerekek”-et távol tartsák a „negatív behatások”-tól (környezetszennyezés, társadalmi igazságtalanságok, szegénység stb…). Lakoff azt vallja, hogy az emberek többsége a két metaforát vegyesen, váltakozva alkalmazza különféle helyzetekben, és hogy a politikai beszédek elsősorban ezekkel a metaforákkal kombinálnak, azt sürgetve, hogy adott helyzetben az egyik részesítsük előnyben a másikkal szemben.
Lakoff továbbá azt mondja, hogy az egyik oka a liberálisok 1980-as évek óta tartó nehézségeinek az, hogy elhanyagolták a metaforáikat, és túl gyakran használják a konzervatív terminológiát, amivel a szigorú apa metaforát erősítették. Lakoff hangsúlyozza, hogy a liberálisoknak nem szabadna olyan kifejezéseket használni, mint a részleges abortusz vagy az adókönnyítés, mivel ezeket pontosan úgy kreálták, hogy csak bizonyos fajta gondolkodásmódok számára legyenek értelmezhetőek. Az adókönnyítés kifejezés például egyértelműen eleve magában hordozza azt, hogy az adó fogalma már önmagában egyfajta sorscsapás, amin könnyíteni kell. Ha egy másik metaforikus világnézet terminusait használjuk, állítja Lakoff, akkor öntudatlanul is segítjük azt. A liberálisoknak is támogatniuk kellene a nyelvészeti kutatóműhelyeket, ahogy a konzervatívok teszik, ha sikeresen meg akarják szólítani azokat, akik a liberális metaforát vallják magukénak.
Lakoff közzétett néhány jóval rövidebb politikai elemzést is az interneten. Az egyik ilyen a „Metaphor and War: The Metaphor System Used to Justify war in the Gulf” ("Metafora és Háború, avagy az Öbölháború igazolására használt metaforarendszer") amelyben Lakoff szerint azok a fogalmi metaforák, amiket az első George W. Bush adminisztráció az Öbölben való amerikai katonai jelenlét igazolására használt fel, végül vagy elmosták a valóságot, vagy jó színben próbálták feltüntetni azokat a tényeket, amelyek a kormányzat számára ürügyet szolgáltattak a katonai beavatkozáshoz.
2003 és 2008 között Lakoff a Rockridge Institute progresszív kutatóműhellyel foglalkozott, aminek a létrejötte részben a „Moral Politics”-ban megfogalmazottakból következik. Az intézetben végzett tevékenységei között, amely részben a liberális jelölteknek és politikusoknak segített újragondolni politikai metaforáikat, számos nyilvános előadás és írásos anyag is szerepel, amelyek a „Moral Politics” üzenetét közvetíti. 2008-ban Lakoff főtanácsadóként csatlakozott a Fenton Communications-höz, az ország legnagyobb közszolgálati kommunikációs cégéhez.
2004 szeptemberében jelent meg a „Don’t think of an elephant! Know your values and frame the debate” ("Szó sincs itt elefántról! Légy tisztában az értékeiddel és körvonalazd a vitát") című politikai munkája, amit saját szóhasználatában a „progresszívek kisokosa”- ként aposztrofált. E mű előszavát Howard Dean, volt demokrata elnökjelölt jegyzi.

## Vita Steven Pinkerrel
2006-ban Steven Pinker kedvezőtlen recenziót írt Lakoff Whose freedom? The battle over America’s most important idea (Kinek a szabadsága? Harc a legfontosabb amerikai eszméért") című könyvéről. Pinker kritikája a The New Republic-ben jelent meg. Pinker szerint Lakoff javaslatai megalapozatlanok, és útmutatásai nem mások, mint a választási kudarc tökéletes receptje. Véleménye szerint Lakoff leereszkedő és szánakozó a „hitek szégyenletes karikaturizálásával” és „mélységes hitével az eufemizmusok erejében”. Pinker szemében Lakoff érvrendszere „olyan kognitív relativizmus, amelyben a matematika, a tudományok és a filozófia riválisok valami szépségversenyen, ahelyett, hogy a valóság természetének feltárására irányuló kísérletek lennének.” Lakoff a recenzióra válaszul adott cáfolatában azt írja, hogy az ő valódi álláspontja a legtöbb témában, amiről Pinker beszél éppen az ellenkezője annak, amit Pinker neki tulajdonít. Lakoff nyíltan visszautasította például a fentebb említett kognitív relativizmust és az eufemizmusokba vetett hitét.
Geoffrey Nunberg nyelvész, az UC Berkeley professzora és a Talking right ("Helyes beszéd") c. mű szerzője is beleszólt a vitába egy poszttal a The New Republic web site-ján.

## Művei (válogatás)
- 1987 Women, Fire, and Dangerous Things: What Categories Reveal About the Mind University of Chicago Press. ISBN 0-226-46804-6.
- 1996 Moral politics : What Conservatives Know that Liberals Don't, University of Chicago Press. ISBN 978-0226468051
- 1999 Philosophy In The Flesh: the Embodied Mind and its Challenge to Western Thought. Basic Books.
- 2000 Where Mathematics Comes From: How the Embodied Mind Brings Mathematics into Being. Basic Books.[1] ISBN 0-465-03771-2.
- 2003 Metaphors We Live By.[2] University of Chicago Press. 2003 edition contains an 'Afterword'. ISBN 978-0226468006
- 2004 Don't Think of an Elephant: Know Your Values and Frame the Debate. Chelsea Green Publishing. ISBN 978-1931498715
- 2005 "A Cognitive Scientist Looks at Daubert", American Journal of Public Health. 95, no. 1: S114.
- 2006 Whose Freedom? : The Battle over America's Most Important Idea. Farrar, Straus and Giroux. ISBN 978-0-374-15828-6
- 2008 The Political Mind : Why You Can't Understand 21st-Century American Politics with an 18th-Century Brain, ISBN 978-0670019274

### Magyarul
- Ne gondolj az elefántra! A progresszív gondolkodás nélkülözhetetlen zsebkönyve (Don't think of an elephant); előszó Howard Dean, Don Hazen, ford. Pálvölgyi Lídia; Napvilág, Bp., 2006 (Demos könyvek) 178 p. ISSN 1787-4793, ISBN 963-9350-75-3